# グッドモーニングショー
『グッドモーニングショー』は、2016年10月8日公開の日本映画。第40回モントリオール世界映画祭・ワールドコンペティション部門出品作品。

## あらすじ
澄田がキャスターを務める朝のモーニングショーは、低俗と言われ、打ち切りの危機にあった。彼には報道の現場で作為的な行動をとり顰蹙を買った過去があった。そんなとき、客を人質に取り、犯人が喫茶店に立てこもるという事件が起きる。犯人の要求は、澄田をつれてこい！というものだった。思いあたる節もなく、警察の要請で現場に赴いた澄田は、犯人に謝罪を要求される。

## キャスト
澄田真吾 - 中井貴一
朝のワイドショー「グッドモーニングショー」メインキャスター。48歳。以前は報道番組のキャスターだったが、災害現場のリポートの時の行動が原因で世間から非難され、降板した。
小川圭子 - 長澤まさみ
「グッドモーニングショー」のサブキャスターを務める女子アナ。ニュース担当。澄田に日頃優しく接してもらって一方的に恋愛感情を持ち、「澄田も自分に気がある」と勘違いしている。
三木沙也 - 志田未来
「グッドモーニングショー」のサブキャスターを務める新人女子アナ。スポーツ担当。
石山聡 - 時任三郎
「グッドモーニングショー」のプロデューサー。澄田と同期入社。
澄田明美 - 吉田羊
澄田の妻。元女子アナ。
西谷颯太 - 濱田岳
大崎のカフェに立てこもった犯人。28歳。現場に澄田を呼ぶように要求する。
黒岩哲人 - 松重豊
警視庁特殊班でリーダーを務める警察官。
秋吉克己 - 池内博之
「グッドモーニングショー」チーフディレクター。
松岡宏二 - 林遣都
「グッドモーニングショー」報道担当ディレクター。
館山修平 - 梶原善
「グッドモーニングショー」特集担当ディレクター。
新垣英莉 - 木南晴夏
「グッドモーニングショー」芸能・グルメ担当ディレクター。
府川速人 - 大東駿介
「グッドモーニングショー」中継担当ディレクター。
清水あやめ - 折井あゆみ
「グッドモーニングショー」サブキャスター。天気・芸能ニュース・特集VTRのレポーター担当。
成本一美 - 森脇英理子
「グッドモーニングショー」サブキャスター。今日の占い・グルメコーナー・特集VTAのレポーター担当。
田辺千秋 - 小谷早弥花
「グッドモーニングショー」タイムキーパー。
下田知世 - 東亜優
「グッドモーニングショー」情報制作部AD。
情報制作部副部長 - 遠山俊也
報道部長 - 小木茂光
フロアチーフディレクター - 上野なつひ
AD - 大西礼芳
報道記者 - 志野リュウ
スイーツ店の店長 - 水谷あつし
澄田の息子 - 弥尋
立てこもり事件の人質 - 山田望叶
- 松嶋亮太
- 北山雅康
- 川井つと[5]
- 掛田誠
- 佐藤恒治
- 田鍋謙一郎
- 渡辺真理
- 越村友一
- 大地泰仁
- 大津尋葵
- 小柳心
- 田川可奈美
- 鈴木豊
- 原田裕章
- 永野典勝
- 岡田吉弘
- 東口宜隆（さらば青春の光）
- 森田哲矢（さらば青春の光）
- 伽代子
- 星野亘
- 柳家東三楼

ほか

## スタッフ
- 監督・脚本：君塚良一
- 製作：石原隆、市川南
- プロデューサー：土屋健、古郡真也
- 音楽：村松崇継
- 撮影：栢野直樹
- 照明：磯野雅宏
- 録音：柿澤潔
- 編集：穂垣順之助
- 美術：山口修
- 主題歌：KANA-BOON「Wake up」（Ki/oon Music）[6]
- 製作：フジテレビジョン、東宝
- 制作プロダクション：FILM
- 配給：東宝

## テレビ放映
| 回数 | 放送局     | 放送枠   | 放送日       | 放送時間    | 放送分数 | 平均世帯 視聴率 | 備考         |
| ---- | ---------- | -------- | ------------ | ----------- | -------- | --------------- | ------------ |
| 1    | フジテレビ | （なし） | 2025年4月9日 | 21:00-22:48 | 108分    | 5.7%            | 地上波初放送 |

- 地上波放送・関東地区のみ記載。
- 視聴率はビデオリサーチ調べ。関東地区でのデータ。